# Iniciativa por La Palma
Iniciativa por La Palma (INPA) és un partit polític fundat en l'illa de La Palma (Canàries), de marcat caràcter insularista i regional, que neix d'una escissió del PSOE. Es defineix com una organització "progressista, assembleària i plural". En les eleccions locals de 2003 va obtenir representació municipal a Barlovento i Los Llanos de Aridane. Per a les eleccions municipals de 2007 va arribar a un acord amb Nova Canàries però no van obtenir representació parlamentària. No obstant això, mantenen la representació municipal a Barlovento, Los Llanos de Aridane i una nova representació a Breña Alta.